# جيورجوس جيرابتريتيس
جيورجوس جيرابتريتيس (باليونانية: Γιώργος Γεραπετρίτης؛ من مواليد 26 يونيو 1967)‏ هو سياسي وأستاذ ومحام يوناني يشغل منصب وزير الخارجية منذ يونيو 2023. شغل سابقًا منصب وزير الدولة من 2019 إلى 2023 ووزير البنية التحتية والنقل من مارس إلى مايو 2023. وهو عضو في حزب الديمقراطية الجديدة، وكان عضوًا في البرلمان اليوناني من 2019 إلى 2023.
ولد جيرابتريتيس في جزيرة كارباثوس، وتلقى تعليمه في مدرسة إيونيديوس النموذجية الثانوية في بيرايوس، ثم درس في جامعة أثينا الوطنية الكابوديسترية. حصل على درجة الماجستير في القانون العام من جامعة إدنبرة والدكتوراه في القانون من جامعة أكسفورد. ثم أصبح باحثًا في منحة تشيفنينغ من المجلس الثقافي البريطاني لأبحاث الدراسات العليا وزميلًا في مجلس الدولة الفرنسي. وكان زميلًا زائرًا في معهد القانون والسياسة العالمية في كلية الحقوق بجامعة هارفارد، وكان أستاذًا للقانون الدستوري في كلية الحقوق بجامعة أثينا منذ عام 2003. وفي مسيرته القانونية، كان جيرابتريتيس المستشار القانوني لوزير الخارجية من عام 2002 إلى عام 2003 وأيضًا لوزير التعليم والأديان من عام 2007 إلى عام 2008. كما كان المستشار القانوني لمكتب رئيس الوزراء من عام 2009 إلى عام 2010.
انتُخب جيرابتريتيس لعضوية البرلمان اليوناني في الانتخابات التشريعية اليونانية عام 2019، وعُيّن وزيرًا للدولة في عهد رئيس الوزراء كيرياكوس ميتسوتاكيس بعد فترة وجيزة من انتخابه. أصبح وزيرًا بالإنابة للبنية التحتية والنقل في مارس 2023 بعد استقالة سلفه، كوستاس كرامنليس، في أعقاب حادث قطار تيمبي. شغل كلا المنصبين الوزاريين حتى حل حكومة ميتسوتاكيس الأولى في مايو 2023. عاد إلى الحكومة في حكومة ميتسوتاكيس الثانية في يونيو من نفس العام كوزير للخارجية. جاءت فترة ولايته كوزير للخارجية وسط العديد من الصراعات الخارجية، ولا سيما الغزو الروسي لأوكرانيا وحرب غزة. كما أشرفت فترة ولايته أيضًا على علاقات أوثق مع تركيا، وكذلك مع الولايات المتحدة ودول أوروبية أخرى. وقد دعا إلى إعادة رخاميات إلغن إلى اليونان، وأشرف أيضًا على ترشيح اليونان الناجح لتصبح عضوًا غير دائم في مجلس الأمن التابع للأمم المتحدة للفترة 2025-2026.